# 七仏寺
七仏寺（しちぶつじ）は、香川県善通寺市吉原町にある番外霊場の七仏薬師堂である。曼荼羅寺の西北西、鳥坂の東麓にある大池の畔にある。

## 概要
伝承によれば、空海（弘法大師）が五穀豊穣と人々の疫病からの救済を祈って七体の薬師如来の石仏を刻んだ事に始まると言われる。往時は医王山七仏寺という大寺があり賑わっていたが、中世に兵火により焼亡したと伝えられている。現在の仏堂は江戸時代後期の文化3年（1806年）建立である。
江戸時代前期の承応年間（1652年 – 1654年）、池の改修で石仏を使おうとした現場監督が重病となり、治癒した後に出家したという伝承がある。また、江戸時代に池の堤の修復を担った庄屋の片山権左衛門が自分の乳母を人柱にしたという悲話にちなみ、ここで祈ると母乳の出が良くなるということから「乳薬師」とも呼ばれている。堂内には乳房をかたどったものが祀られている。
道路脇には西行の歌碑と弘法大師手植えとされる松があった証の「古験松（こげんのまつ）」の石碑がある。
なお、当仏堂の納経は曼荼羅寺で受け付けている。

## 大地蔵
大地蔵（おおじぞう）、鳥坂の大地蔵とは、大池の当寺の対岸にあたる、上池の堤防の北角、遍路道沿いに立つ地蔵菩薩像。像高3m、総高4.9m、弥谷寺に奉納しようと運ばれる途中、大きすぎるため断念、ここに建てたと云われる。

## ギャラリー

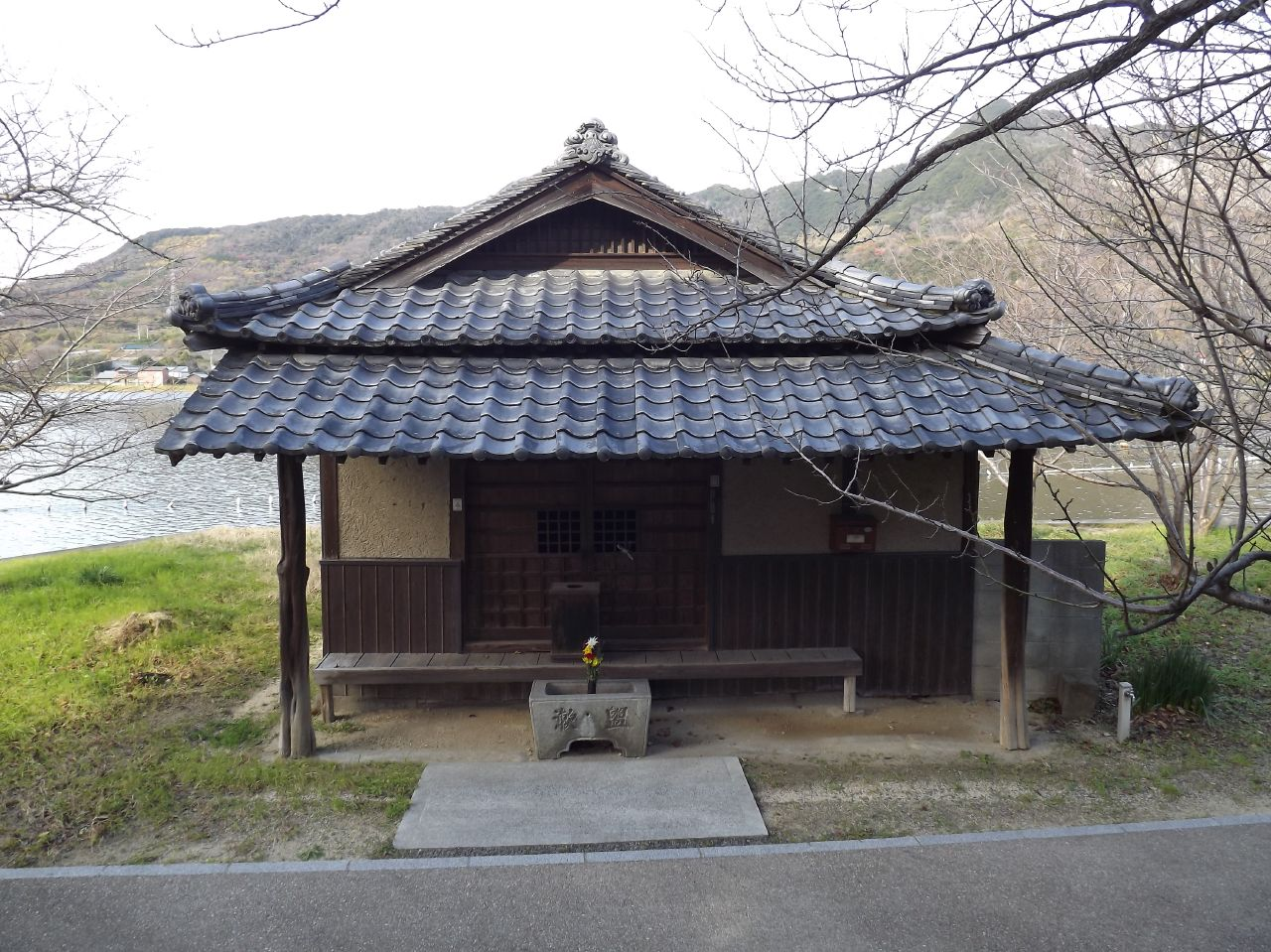
本堂
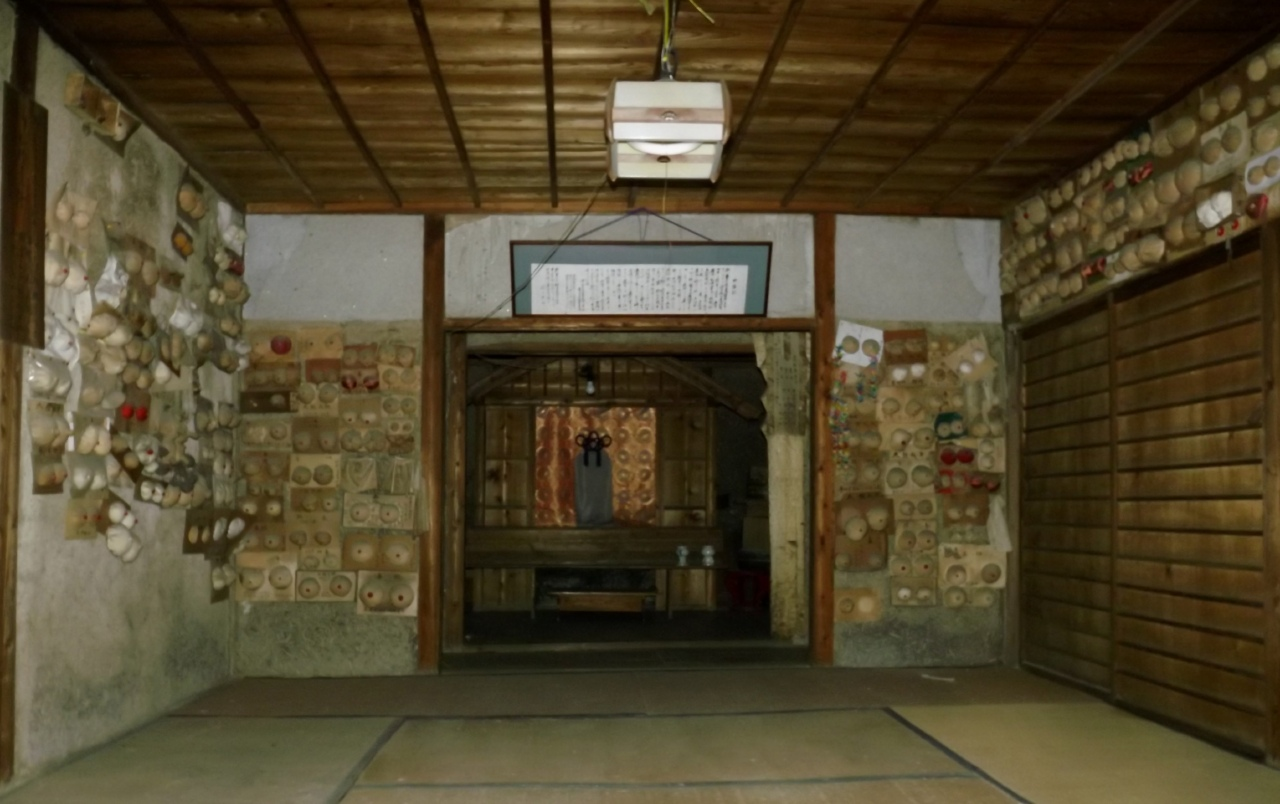
堂内
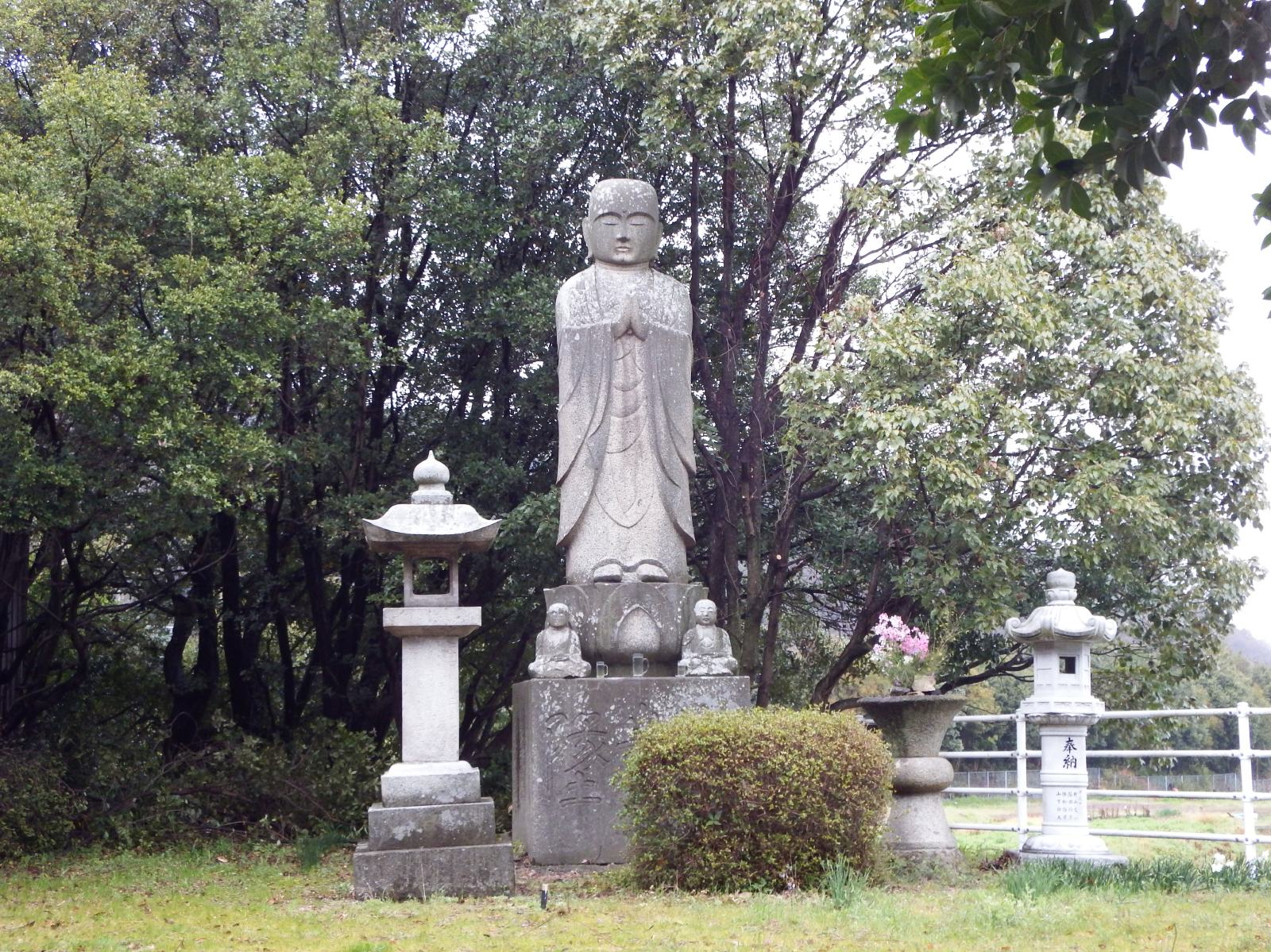
大地蔵

## 周辺
- 天霧山覚善寺 – 真宗大谷派
- 大池